# Primer Canal de Ostankino
El Primer Canal de Ostankino (Ruso: 1-й канал Останкино), fue un canal de televisión de Rusia. Inició transmisiones el 27 de diciembre de 1991, siendo el sucesor del Primer Programa de la Televisión Central Soviética.
El canal se sintonizaba en Rusia y en los países miembros de la Comunidad de Estados Independientes. No obstante, debido a problemas económicos y la pérdida de audiencia debido a la competencia, cesó sus transmisiones el 1 de abril de 1995, siendo sustituido por Piervy Kanal.

## Historia
Luego de la disolución de la Unión Soviética, el 27 de diciembre de 1991, mediante un decreto presidencial por parte del gobierno de Boris Yeltsin, garantizó el control de la radio y la televisión bajo jurisdicción rusa. A raíz de ello, se realizaron cambios drásticos que terminaron en la constitución del canal.

## Programación
Inicialmente, el Primer Canal de Ostankino era de carácter informativo y artístico. La programación diaria consistía en programas informativos, divulgativos, culturales y educativos, documentales, películas, programas infantiles y miniseries, transmitidas en bloques de programación. A medida que pasaba el tiempo, se introdujo a la programación del canal, programas de entretenimiento, que fueron producidos principalmente por compañías productoras de televisión privadas.
A su vez, transmitió una gran variedad de eventos deportivos. En 1994, empezó a transmitir el noticiero Vremya; previamente el canal poseía su propio noticiero.
En 1992, un grupo de empresarios rusos fundaron en Israel la empresa OITV (siglas de Ostankino International Television), y que a partir de otoño de 1993, empezó a transmitir una versión del Primer Canal de Ostankino para el extranjero. Se emitió inicialmente en Israel, pero luego se expandió a otros lugares, como Ucrania, Transnistria y desde principios de 1994 en algunas ciudades de la parte europea de Rusia. Además de emitir la programación del Primer Canal de Ostankino, emitía publicidad en ruso e inglés. Se desconoce cuándo finalizó transmisiones, presumiblemente, dejó de transmitir después del lanzamiento de Piervy Kanal, entre abril y mayo de 1995.

## Emisión
El Primer Canal de Ostankino emitía de lunes a viernes a partir de las 6:00, los sábados a las 7:30 y los domingos a las 8:00, finalizando sus transmisiones entre las 1:00 y 4:00 de la mañana. Durante su emisión, se emitían pausas, cuyo horario varió en ocasiones. A partir de 1994 y hasta el cese de sus transmisiones, se empezó a emitir para las ciudades de Moscú y San Petersburgo (a partir de septiembre de ese año, a once ciudades de Rusia), la programación del canal GMS.
- Datos: Q4027995